# Acanthurus nigricauda
Acanthurus nigricauda (Duncker e Mohr, 1929) è un pesce osseo marino appartenente alla famiglia Acanthuridae.

## Distribuzione e habitat
Questa specie è diffusa nell'Indo-Pacifico tropicale dalle coste dell'Africa orientale comprese le isole Mascarene a ovest alle isole Tuamotu a est e arrivando a nord alle Ryūkyū e a sud alla grande barriera corallina australiana. Non è presente nel mar Rosso.
Questa specie vive nei pressi delle  barriere coralline ma predilige i fondali sabbiosi di lagune e baie anziché le barriere esterne come la maggioranza degli Acanthuridae. 
Si può trovare fra 1 e i 30 metri di fondale, comunemente tra 2 e 15 metri.

## Descrizione
Questa specie, come gli altri Acanthurus, ha corpo ovale, compresso lateralmente. La bocca è piccola, posta su un muso sporgente; sul peduncolo caudale è presente una spina mobile molto tagliente. La pinna dorsale è unica e piuttosto lunga, di altezza uniforme. La pinna anale è simile ma più corta. La pinna caudale è lunata con lobi che terminano con due lunghi filamenti. Le scaglie sono molto piccole. La livrea è caratteristica e facilmente riconoscibile anche se il colore può schiarirsi o scurirsi rapidamente. Il colore di base è bruno che può assumere toni grigio violacei, molto uniforme senza striature o macchie. Negli adulti dietro l'occhio è presente una macchia scura allungata. Una stria scura appuntita decorre dalla spina sul peduncolo caudale in avanti fino a circa un terzo del fianco. La pinna caudale è bruna, il terzo terminale delle pinne pettorali è giallo pallido. Può essere presente una macchia indistinta violacea o azzurrastra sul dorso di fronte all'inizio della pinna dorsale.
È riportata la taglia massima di 40 cm.

## Biologia

### Comportamento
Può fare vita solitaria ma più spesso si incontra in gruppi. Forma banchi misti con altri acanturidi dei generi Acanthurus e Ctenochaetus, soprattutto A. olivaceus. 

### Alimentazione
Si nutre ingoiando grandi quantità di sabbia, la cui parte nutritiva è costituita dal detrito organico e soprattutto dal biofilm che ricopre i granuli. Altri alimenti assunti in minor quantità comprendono frammenti di coralli, fitoplancton, zooplancton, alghe bentoniche e invertebrati bentonici.

### Riproduzione
Sembra che questa specie formi aggregazioni riproduttive.

## Pesca
La carne è talvolta velenosa, non è chiaro se si tratti di casi di ciguatera o di altro tipo di tossine. Ciò nonostante viene pescato per il consumo in parti dell'areale con reti da posta, nasse e con il fucile subacqueo.

## Acquariofilia
Si trova di rado sul mercato dei pesci d'acquario.

## Conservazione
È comune in gran parte dell'areale e le popolazioni sono stabili sebbene le maggiori densità si raggiungono laddove non viene pescato. Non sembrano sussistere preoccupazioni per lo status della specie se non quella per la sovrapesca sebbene solo in alcune aree limitate. La Lista rossa IUCN lo classifica come "a rischio minimo".